# Château des Zorn (Plobsheim)
Le château des Zorn est un monument historique situé à Plobsheim, dans le département français du Bas-Rhin.

## Localisation
Ce bâtiment est situé à Plobsheim.

## Historique
L'édifice fait l'objet d'une inscription au titre des monuments historiques depuis 1929.
Cette bâtisse a pu servir d’école élémentaire durant de nombreuses années.

## Architecture

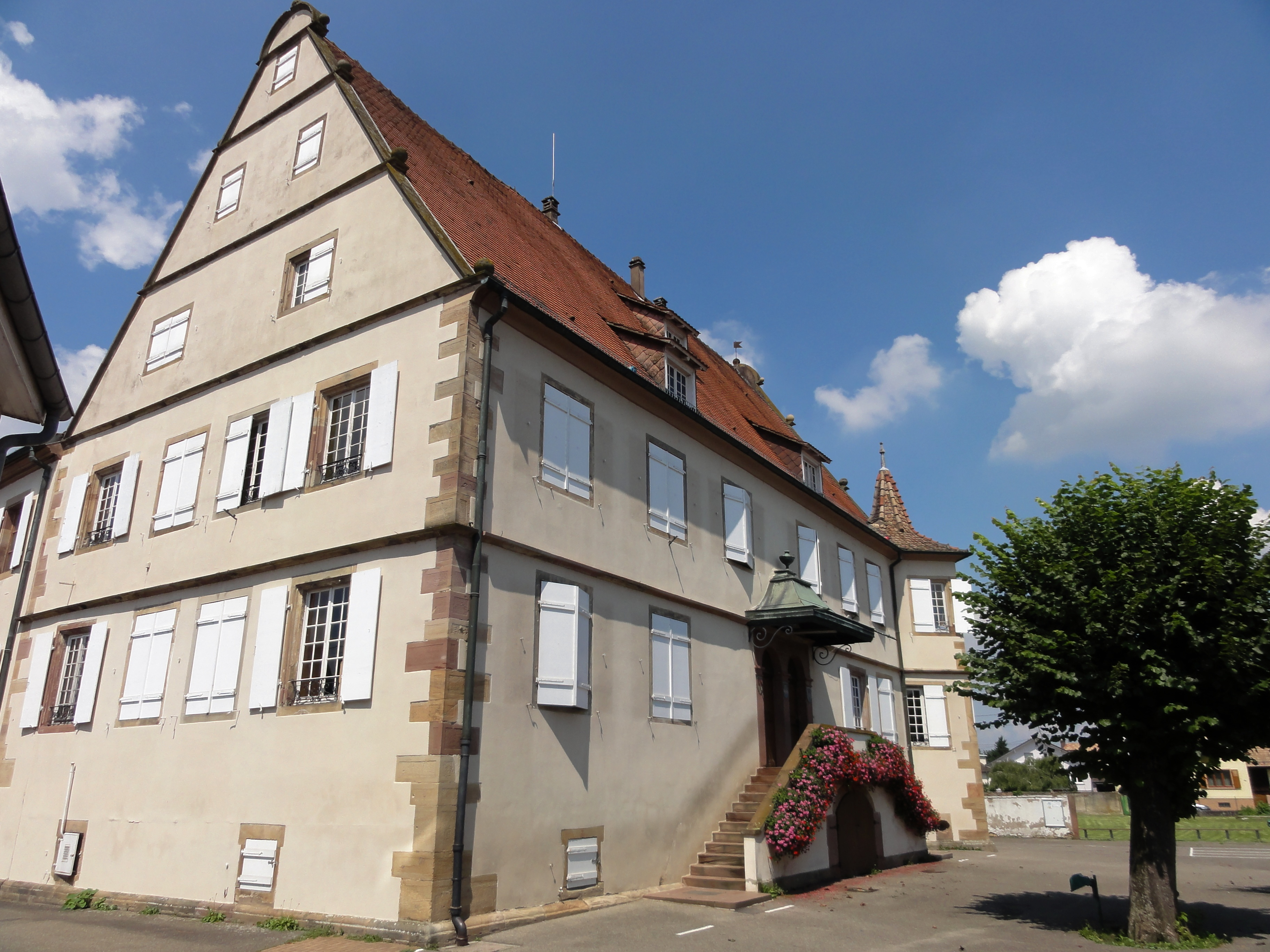
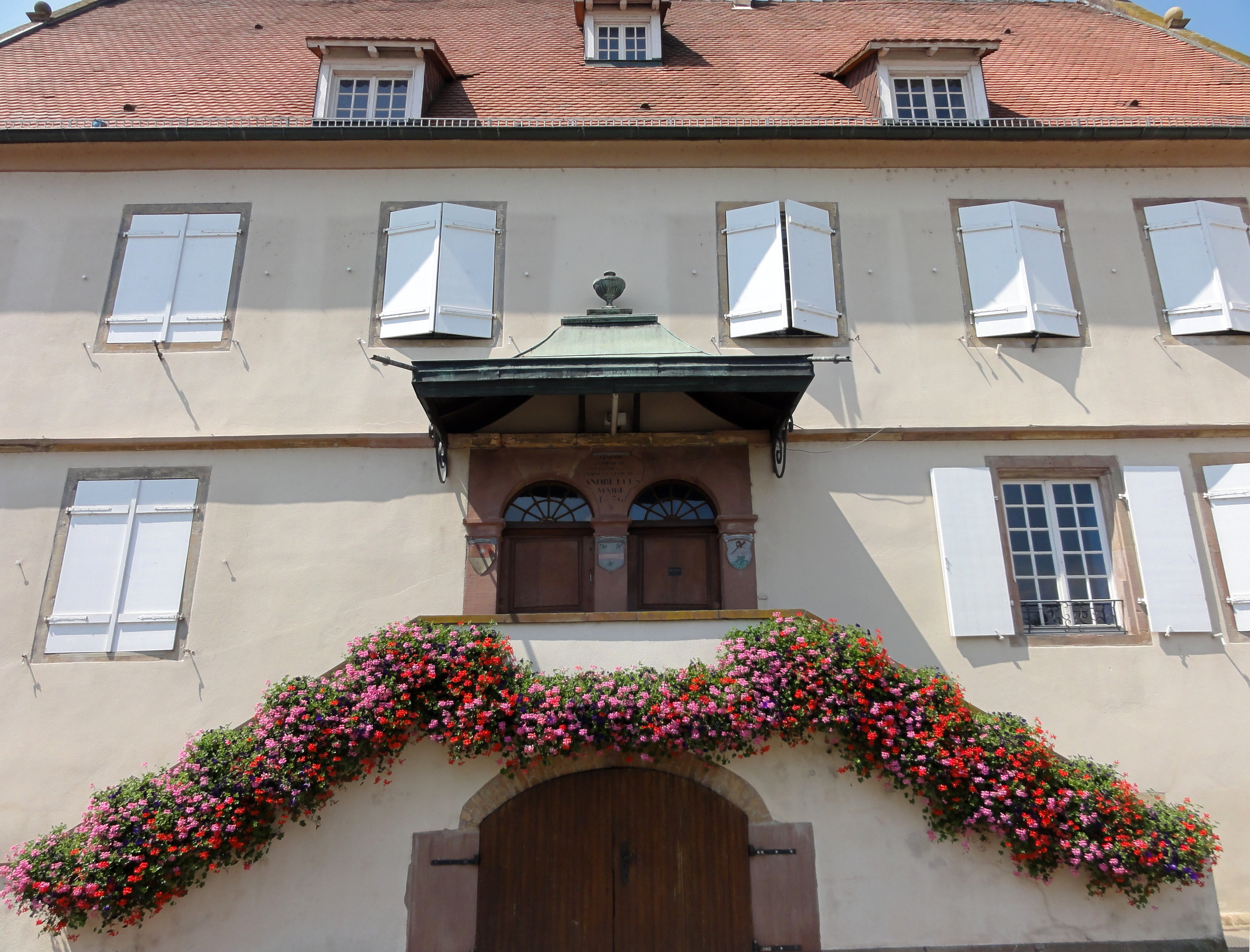
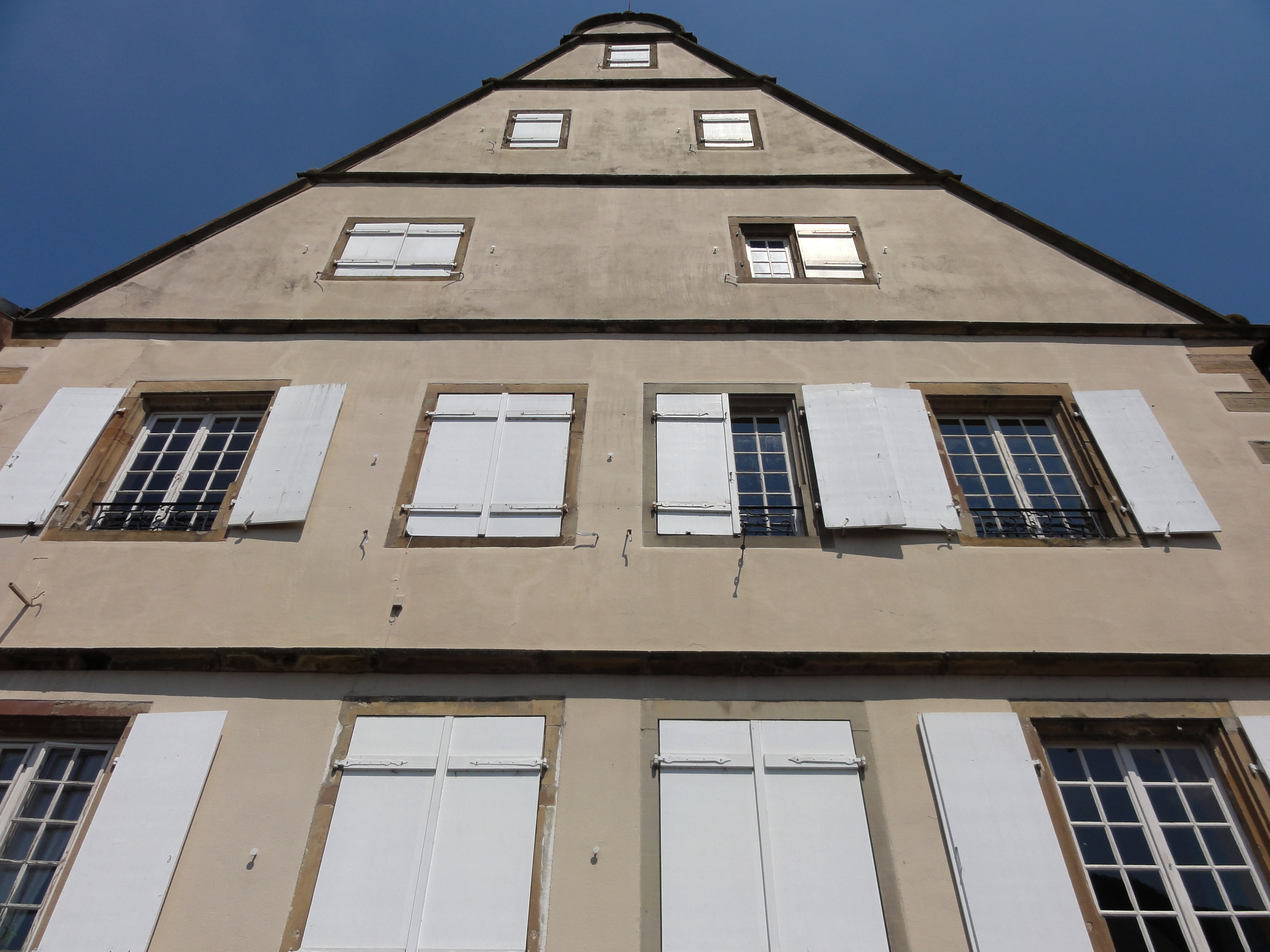